# سيديليس
بلدية سيديليس (بالإسبانية: Sediles) هي بلدية تقع في مقاطعة سرقسطة التابعة لمنطقة أراغون شمال شرق إسبانيا.

## الديموغرافيا
بلغ عدد سكان بلدية سيديليس 115 نسمة عام 2011 (وفقاً للمعهد الوطني الإسباني للإحصاء).
| 111 | 105 | 105 | 91 | 100 | 109 | 115 |